# Trichomalus tamaricicola
Trichomalus tamaricicola is een vliesvleugelig insect uit de familie Pteromalidae. De wetenschappelijke naam is voor het eerst geldig gepubliceerd in 2008 door Dzhanokmen.